# Virginio Orsini (1572-1615)
Pour les autres membres de la famille, voir Orsini.
Ne doit pas être confondu avec Virginio Orsini.
Virginio Orsini (septembre 1572 - 9 septembre 1615), 2e marquis dell’Anguillara, 2e duc de Bracciano, est un membre de la famille Orsini.

## Biographie
Virginio Orsini  était le fils de Paolo Giordano I Orsini, et d'Isabelle de Médicis.
Il hérita des titres et fiefs de son père après sa mort en 1585. Son fils Paolo Giordano II est devenu un prince du Saint-Empire romain germanique par son mariage avec Isabella Appiano, princesse de Piombino. Il mourut à Rome en 1615.

## Dans la fiction
Il serait, d'après Alexandre Dumas dans Le Sphinx rouge, le père biologique de Louis XIII.

## Source
- (en) Cet article est partiellement ou en totalité issu de l’article de Wikipédia en anglais intitulé « Virginio Orsini, Duke of Bracciano » (voir la liste des auteurs).